# Коршуны добычей не делятся
«Ко́ршуны добы́чей не де́лятся» — советский художественный фильм 1988 года режиссёра Валериу Гажиу, снятый на киностудии «Молдова-фильм» в жанре социальной и военной драмы. Описывает социально-политическую и вооружённую борьбу на территории Молдавской ССР вскоре после Великой Отечественной войны. Некоторые сюжетные линии, персонажи и эпизоды взяты из реальной истории.

## Сюжет
1948 год. В молдавском селе действует антисоветское вооружённое формирование зажиточного в прошлом крестьянина Томы Стратана. Группировка срывает создание колхоза, ведёт антисоветскую агитацию, совершает вооружённые нападения. При этом распространяемые листовки написаны языком не «полуграмотного бандита», а человека хорошо информированного, исторически образованного и имеющего навыки политической пропаганды. Это наводит на мысль, что «в банде есть свой комиссар».
Для ликвидации «банды Стратана» органы МГБ направляют в село молодого лейтенанта Андрея Брумэ — комсомольского активиста и студента-филолога. Перед ним поставлена задача: внедриться в группировку, определить «политическое лицо банды», выявить её связи в крестьянской среде. Руководитель операции капитан МГБ Микулец особенно настаивает на последнем: он не скрывает своей заинтересованности в максимальном количестве заведённых дел и арестов. Лейтенант Брумэ приезжает в село под видом нового продавца сельского магазина.
Председатель сельсовета Мария Жосан, бывшая фронтовая медсестра, по приказу сверху принуждает сельчан подписываться на государственный заём. Поставлен план: 120 тысяч рублей. Жосан понимает, что обнищавшая деревня не в состоянии собрать таких денег и втайне явно сочувствует крестьянам. Однако действовать вынуждена жёстко, что вызывает глухую озлобленность и отчуждение. Хорошие отношения руководящая коммунистка поддерживает только с приезжей фельдшерицей Наташей Соловьёвой и деревенским священником, вполне признавшим советскую власть. Благосостояние позволяет священнику подписаться на 10 тысяч рублей.
Жосан заставляет подписаться на заём зажиточного сельчанина Тимофти. Тот отказывается и в запале предлагает ей купить у него портрет Сталина. Жосан приказывает бригадмильцу задержать Тимофти, но ему удаётся бежать в лес к Стратану.
Ночью Стратан со своими повстанцами наведывается в деревню. Под угрозой расстрела они заставляют Брумэ (в котором ещё не подозревают чекиста) открыть магазин. Брумэ легко вычисляет «комиссара» — это бывший студент Корнел. В то время, как другие боевики интересуются в магазине продуктами и тканями, Корнел изучает книжный отдел. Увидев книгу «Молодая гвардия», он задаёт «продавцу» вопрос: «Это ещё что такое? Я только Железную знаю». Между Андреем и Корнелом завязывается политическая дискуссия. Выясняется, что Корнел «ненавидит фашизм так же, как коммунизм» (он отлично разбирается в политических дефинициях и идеологических различиях), но более всего — «тех, кто им служит». Становится очевидным, кто мог написать листовку, обличающую «коммунистов-фанариотов» и призывающую бойкотировать государственный заём, который «пойдёт на танки для захвата второй половины Европы». В разговоре Корнел временами переходит на французский.
Брумэ узнаёт, что главным укрытием группировки в деревне является дом пожилой крестьянской четы Делимарц. Он пишет об этом рапорт Микульцу. Однако после разговора с Делимарцем проникается сочувствием к крестьянам и переписывает донесение, убирая из текста конкретные имена укрывателей.
После магазина повстанцы заходят домой к Марии Жосан. Над ней издеваются, заставляют танцевать босиком на ореховой скорлупе, однако серьёзного насилия не применяют и вскоре уходят. Андрей заступается за женщину, в результате получает выговор от Микульца — для капитана главное успех операции, а поведение Андрея может вызвать подозрения. Микулец лично берётся за выбивание займа: запирает крестьян в «холодную» и требует подписки, угрожая репрессиями (поводы он находит легко: «почему не воевал?», «не любишь советскую власть?» и т. д.). Тем временем у Андрея возникает симпатия к фельдшерице Наташе. Когда он подрабатывает водителем сельсоветовского грузовика, его останавливают в лесу люди Стратана и используют грузовик в своих целях. После перестрелки с бригадмиловцами им с трудом удаётся уйти. После этого Андрей становится «своим» и уходит в лес.
В базовой землянке Брумэ становится свидетелем «политпросвета», который ведёт Корнел: «Вас будут носить на руках! О вас напишут песни как о настоящих гайдуках!» Надежды Стратана более приземлённые: он рассчитывает на помощь США. Рядовые бойцы смотрят на всё реалистично и цинично: «Помним мы и прежние власти. Никому до мужика дела нет. А пока американцев ждёшь, Богу душу отдашь…»
Стратан запланировал налёт на сельсовет и захват денег, собранных на госзаём. Корнел категорически требует раздать их крестьянам: «Люди должны знать, что мы не бандиты! Мы их не грабим, а защищаем!» Многие против, но Стратан, после некоторых колебаний, соглашается с Корнелом.
Чтобы помочь раненому боевику, решено привести в землянку фельдшерицу Соловьёву. Брумэ передаёт через неё Микульцу информацию о плане налёта на сельсовет. Он уверен, что вся группировка будет там арестована без единого выстрела.
Однако, к удивлению Брумэ, Микулец не принимает никаких мер к захвату «бандитов». Забрав в сельсовете кассу, Стратан и Корнел собирают сельчан на площади у деревенской церкви. Они торжественно возвращают займовые деньги. Крестьяне искренне благодарят. Стратан напоминает: «Если бы не мы, вы бы давно уже в колхозе из общего котла жрали».
Однако вмешивается священник, призывающий не брать деньги назад: «Они в лес уйдут, а вам перед властью отвечать». Ему удаётся пробудить в людях страх, настроение толпы меняется. Взбешённый Стратан сжигает деньги. Корнел заявляет, что ему «стыдно за свой народ — молдавского зубра превратили в покорного вола».
При уходе из деревни повстанцы наталкиваются на бригадмил. Происходит боестолкновение, в котором ранен Андрей Брумэ: ведь для бригадмильцев он — один из «бандитов». Его захватывают в плен и помещают в тюремный госпиталь.
Там его посещает Микулец. Брумэ задаёт вопрос: «Почему банду не захватили в сельсовете, раз информация поступила вовремя?» Капитан МГБ раскрывается перед лейтенантом: «Твоя задача не ликвидировать банду, а узнать её связи. Бандиты даже помогают выявлять своих пособников, они нужны нам. Если бы Стратана не было, я должен был бы его выдумать». Брумэ, чекист «шараповского» типа, возмущён циничным признанием: «Банда не может быть нужна советской власти. Банда нужна лично вам для карьеры». Он собирается ехать разбираться к начальству в Кишинёв. Микулец предупреждает, что часовой не выпустит лейтенанта. «Я что, действительно арестован?» — спрашивает Брумэ. Микулец многозначительно молчит.
Брумэ удаётся бежать. Он приходит к цыгану Порумбелу, связному группировки, и требует связать его со Стратаном. Порумбел пытается убить Брумэ, но тот одерживает верх и вынуждает привести на базу повстанцев.
В ходе допроса повстанцы выясняют, кем в действительности является Андрей Брумэ. Главную роль в разоблачении играет Порумбел, который, оказывается, давно следил за Брумэ. Андрей убеждает сдаваться, обещая смягчение наказания. Стратан выводит Андрея и расстреливает из автомата. Раны не смертельны, но Стратан не знает об этом.
Вернувшись к сообщникам, Стратан предъявляет им жёсткие претензии. В группировке возникает внутренний конфликт. Стратан приводит в действие взрывное устройство. Погибают все боевики, кроме Стратана и Порумбела.
Стратан приходит к Делимарцам и встречает там Микульца. Он открывается капитану госбезопасности говорит, что готов сдаться, но требует гарантий для своей семьи. Микулец охотно соглашается, но требует, чтобы Стратан написал подробную явку с повинной перечислив всех, кто оказывал ему помощь — в том числе мужа и жену Делимарц, в доме которых они находятся. У Стратана исчезают все иллюзии: «Пожалеете вы мою семью, как же». Он вызывает Микульца на мужское соревнование: «Кто кого перепьёт, тот и уйдёт отсюда». Микулец соглашается и после нескольких стаканов отключается в алкогольном трансе. Стратан забирает его оружие и уходит.
Несколько месяцев спустя МГБ обнаруживает дом, где скрывается Тома Стратан с женой, сыном и дочерью. Его сдаёт всё тот же Порумбел, завербованный МГБ. Операцией командует Микулец, участвует выздоровевший после ранений Брумэ.
Микулец предлагает Стратану сдаться. Тот отказывается и вместе с женой и сыном принимает бой, перед этим выпустив через окно малолетнюю дочь. Несколько минут спустя отец и сын погибают в перестрелке.
На следующее утро Микулец уезжает из села, командовать местными силовыми структурами остаётся Брумэ. Перед самым отъездом Микулец напутствует Жосан насчёт госзайма: «Ещё восемь тысяч осталось. Взыскать!» Мария говорит о своей усталости.
Появляется Порумбел, тянущий за собой упирающуюся девочку: «Вот, поймал!» Это — дочь Томы Стратана. «Отпусти ребёнка», — приказывает лейтенант Брумэ. Растерянный Порумбел подчиняется. Девочка убегает к лесу.

## В ролях
| Актёр                   | Роль                                              |
| ----------------------- | ------------------------------------------------- |
| Николай Гэрля           | лейтенант МГБ Андрей Брумэ                        |
| Борис Бекет             | командир антисоветского формирования Тома Стратан |
| Георге Грыу             | «комиссар» антисоветского формирования Корнел     |
| Геннадий Чулков         | капитан МГБ Микулец                               |
| Любовь Полищук          | председатель сельсовета Мария Жосан               |
| Лариса Шахворостова     | сельская фельдшерица Наташа Соловьёва             |
| Валериу Казаку          | связной Стратана Порумбел                         |
| Константин Константинов | крестьянин Делимарц                               |
| Екатерина Казимирова    | жена Делимарца                                    |
| Евгений Лазарев         | эпизод                                            |
| Юрий Саранцев           | эпизод                                            |

## Исторический контекст
Картина снята в эпоху перестройки, поэтому концепция и подача заметно отличаются от предыдущих советских фильмов данной тематики (за исключением «»Никто не хотел умирать»). Акцент сделан не на победоносной «борьбе с антисоветским бандитизмом», а на трагизме народной судьбы.
За «бандитами» очевидно признаётся своя правда, характерна сцена возврата денег на площади. Особых жестокостей они не совершают, применяемые ими наказания — например, десятикратное прочтение Отче наш — такого впечатления не производят. Несколько раз они оставляют в живых своих смертельных врагов, оказавшихся у них в руках. Образ честного и идейного Корнела — убеждённого антикоммуниста и антифашиста — выведен с явной симпатией.
Главный герой-чекист Андрей Брумэ пребывает в сомнениях и рефлексии. Он горячо убеждает повстанцев сдаться, спасти себя и тех, кто им сочувствует. Брумэ особо добавляет, что это касается и главаря банды Стратана. Девушка-фельдшерица Наташа откровенно говорит, что считала себя обязанной помочь «раненому бандиту». Образ председателя сельсовета Марии отмечен мучительной раздвоенностью, непреходящей усталостью.
Капитан МГБ Микулец — сибарит и ценитель оперного пения, бездушный и жестокий карьерист — подан как персонаж однозначно отрицательный. Само название фильма «Коршуны добычей не делятся» ставит Микульца как представителя власти на одну доску с бандитом Стратаном — оба олицетворяют хищные силы, несущие бедствия мирным крестьянам.
Группировка Томы Стратана напоминает Armata Neagra — молдавское вооружённое антисоветское формирование 1949—1950 годов. «Комиссар» Корнел похож на студента из организации Лучники Штефана, успевшего перейти к вооружённой борьбе. Эпизод гибели Стратана до деталей повторяет последний бой Филимона Бодиу (гибель отца и сына, ранение жены, бегство дочери) — но в целом образ Стратана с реальным Бодиу имеет мало общего.